# Akālgarh
Akālgarh är en ort i Indien.   Den ligger i distriktet Sangrur och delstaten Punjab, i den norra delen av landet, 180 km nordväst om huvudstaden New Delhi. Akālgarh ligger 230 meter över havet och antalet invånare är 6 993.
Terrängen runt Akālgarh är mycket platt. Runt Akālgarh är det tätbefolkat, med 397 invånare per kvadratkilometer. Närmaste större samhälle är Tohāna, 12,0 km söder om Akālgarh. Trakten runt Akālgarh består till största delen av jordbruksmark.